# QorIQ
A QorIQ (fonetikusan: [ˈkɔr.aɪ.kjuː]) egy Freescale gyártmányú kommunikációs processzorcsalád; főleg a távközlés és kommunikáció területén való felhasználást célzó, Power Architektúra-alapú mikroprocesszor-sorozat és márka. Ez a PowerQUICC platform következő evolúciós fejlődési állomása, amelyben az eszközök egy vagy több Power Architecture e500mc mag körül épülnek fel. Az eszközök öt különböző, P1, P2, P3, P4 és P5 jelű termékplatformon jelennek meg, amelyek a teljesítményben és funkcionalitásban különböznek. A platform megtartotta a szoftverkompatibilitást a régebbi PowerPC termékekkel, így a PowerQUICC platformmal is. 2012-ben a Freescale bejelentette az ARM alapú QorIQ termékvonalat, ennek a megjelenése (mérnöki minták szintjén) 2013 közepén várható.
A QorIQ márkát, valamint a P1, P2 és P4 termékcsaládokat 2008 júniusában jelentették be. A P3 és P5 termékcsaládok részleteit 2010-ben jelentették be.
A QorIQ P Series processzorok 45 nm-es gyártási technológiával készülnek, a P1 és P2 platform tagjai 2008 végén jelentek meg, a P4 2009-ben, a P5 2010-ben vált elérhetővé.
A QorIQ T Series sorozat 28 nm-es technológiával készül és egy nagyon agresszív fogyasztási keretet alkalmaz (power envelope), amelyben az energiafelvétel nem haladja meg a 30 wattot. Ezek az eszközök az e6500-as magot használják, a PowerPC változatokban implementált AltiVec (lebegőpontos és integer SIMD) utasításkészlettel. Tagjai 2012-ben jelennek meg.
A QorIQ LS-1 és LS-2 családok ARM alapúak, Cortex-A7 vagy A15 magokat használnak a magsemleges Layerscape architektúrával. Az eszközök az olcsóbb vezeték nélküli alkalmazásokat célozzák és 2013-ban lesznek elérhetők.

## P Series
A QorIQ P Series processzorok a Power architektúra e500 vagy e5500 magjain alapulnak. A P10xx és P20xx sorozatok az e500v2, a P30xx és P40xx az e500mc, és a P50xx pedig az e5500 magra épül. Jellemző tulajdonságaik a 32/32 KiB elsőszintű (L1) adat/utasítás gyorsítótár, a 36 bites fizikai memória-címtér (a folyamatok programkörnyezetében a virtuális címmező tetejére illesztve, minden folyamat továbbra is 32 bites címeket használ), egyes magok (nem mind) dupla pontosságú lebegőpontos egységgel vannak ellátva, a virtualizáció támogatása egy hipervizor rétegen keresztül, amely az e500mc vagy az e5500 processzorokban elérhető. A két- és többmagos eszközök támogatják mind a szimmetrikus, mind az aszimmetrikus többprocesszoros működést (multiprocessing), és egymással párhuzamosan több operációs rendszert is futtathatnak.

### P1
A P1 sorozatot kifejezetten átjárók (gateway), Ethernet switchek, vezetéknélküli LAN hozzáférési pontok és általános célú vezérlőalkalmazások igényei szerint alakították ki. Ez a belépő-szintű platform, az eszközök órajele 400-tól 800 MHz-ig terjed. Ezt a sorozatot a PowerQUICC II Pro és PowerQUICC III platformok felváltására tervezték. A csipek sok integrált funkcionalitást tartalmaznak, többek között Gigabit Ethernet vezérlőket, két USB 2.0 vezérlőt, egy biztonsági modult, egy 32 bites DDR2 és DDR3 memóriavezérlőt ECC támogatással, két négycsatornás DMA vezérlőt, egy SD/MMC host vezérlőt és nagysebességű, SerDes sávokként is konfigurálható interfészeket, amelyek PCIe és SGMII interfészként is használhatók. A csipek 689 kivezetésű TEPBGA2 tokozásba kerülnek, amely lábkompatibilis a P2 család processzoraival.
Típusok:
- P1011 – Egy 800 MHz e500 magot tartalmaz, 256 KiB L2 gyorsítótárat, négy SerDes sávot, három Gbit Ethernet vezérlőt és egy TDM modult az öröklött telefonos alkalmazásokhoz.
- P1020 – tartalmaz két 800 MHz e500 magot, 256 kB osztott L2 gyorsítótárat, négy SerDes sávot, három Gbit Ethernet vezérlőt és egy TDM modult.

### P2
A P2 sorozatot alkalmazások széles köréhez tervezték, leginkább a hálózati, telekommunikációs, katonai és ipari felhasználási területekre és piacokra. Tagjai speciális jó minőségű alkatrészként is elérhetők, -40 és 125 °C közötti érintkezési toleranciával, ami különösen alkalmassá teszi azokat extrém körülmények közötti kültéri használatra is. Ez a középszintű platform, az eszközök órajele 800 MHz-től 1,2 GHz-ig terjedhet, a P204x típusokban a magfrekvencia 667 MHz-től 1,5 GHz-ig terjedhet. Ezt a sorozatot szintén a PowerQUICC II Pro és PowerQUICC III platformok felváltására tervezték. A csipekben az egyéb beépített funkcionális egységek mellett a következők találhatók: egy 512 kB L2 gyorsítótár, egy biztonsági modul, három Gigabit Ethernet vezérlő, egy USB 2.0 vezérlő, egy 64 bites DDR2 és DDR3 memóriavezérlő ECC támogatással, két négycsatornás DMA vezérlő, egy SD/MMC host vezérlő és nagysebességű SerDes sávok, amelyeket három PCIe interfészként is lehet konfigurálni, két RapidIO interfész és két SGMII interfész. A csipek 689 kivezetésű TEPBGA2 tokozásba kerülnek, amelynek csatlakozókiosztása kompatibilis a P2 család processzoraival.
Típusok:
- P2010 – egy 1,2 GHz-es magot tartalmaz
- P2020 – két 1,2 GHz-es magot tartalmaz, megosztott L2 gyorsítótárral
- P2040 – négy e500 magot tartalmaz[4]
- P2041 – négy e500 mag, 4×128 KiB hátoldali L2 gyorsítótár ECC-vel, CoreNet

### P3
A P3 sorozat egy közepes teljesítményű hálózati platform, tervezési szempontjai között a hálózati switchek és útválasztók körében történő felhasználás szerepelt. A P3 család egy többmagos platformot nyújt, maximum négy Power Architecture e500mc maggal és legfeljebb 1,5 GHz órajelfrekvenciával, egy csipen belül, a magok a CoreNet kapcsolati rendszerrel vannak összekapcsolva. A csipekben az egyéb beépített funkcionális egységek mellett megtalálható az integrált L3 gyorsítótár, memóriavezérlő, több ki/bemeneti egység, pl. DUART, GPIO és USB 2.0, biztonsági és titkosító modulok, egy sorvezérlő a lapkán belüli események vezérlésére, és egy SerDes technikán alapuló, csipbe épített nagysebességű hálózat, amely több Gigabit Ethernet, 10 gigabites Ethernet, RapidIO vagy PCIe interfészként konfigurálható.
A P3 család processzorai ugyanolyan tokozással készülnek és szoftveresen kompatibilisek a P4-es és P5-ös családokkal. A P3 processzorok 1,3 GHz-es 64 bites DDR3 memóriavezérlővel rendelkeznek, 18 SerDes sáv található bennük a hálózatkezeléshez, továbbá hardveresen gyorsított csomagkezelés és ütemezés, reguláris kifejezések, RAID, biztonság, kriptográfia és RapidIO kezelő modulok.
A magokat hardveres hipervizor támogatja, azok futhatnak szimmetrikus vagy aszimmetrikus módban, ami azt jelenti, hogy a magok együtt vagy elkülönülten indíthatnak és futtathatnak operációs rendszereket, függetlenül visszaállthatják és particionálhatják a magokat és adatútvonalakat, anélkül, hogy a többi operációs rendszer és alkalmazás futását megzavarnák.
Típusok:
- P3041 - négy 1,5 GHz-es mag, 128 kB L2 gyorsítótár magonként, egyetlen 1,3 GHz-es 64 bites DDR3 memóriavezérlő. 45 nm-es folyamattal készül, 12W-os fogyasztási keretben működik.

### P4
A P4 sorozat egy nagyteljesítményű hálózati platform, 
amelyet gerinchálózatok, nagysebességű kommunikációs csatornák, vállalati szintű hálózati kapcsolások és útválasztás működtetésére terveztek.
A P4 család extrém többmagos platformot nyújt, 
amely akár nyolc, 1,5 GHz egységes órajelen futó Power Architecture e500mc magot támogat, amelyben a magok a CoreNet kapcsolati rendszerrel vannak összekapcsolva.
A csipekben az egyéb beépített egységek mellett integrált L3 gyorsítótárak, memóriavezérlők, 
több ki/bemeneti egység, pl. DUART, GPIO és USB 2.0, 
biztonsági és titkosító modulok, egy sorvezérlő a lapkán belüli események vezérlésére, és egy SerDes technikán alapuló, csipbe épített nagysebességű hálózat, amely több Gigabit Ethernet, 10 gigabites Ethernet, RapidIO vagy PCIe interfészként konfigurálható.
A magokat hardveres hipervizor támogatja, azok futhatnak szimmetrikus vagy aszimmetrikus módban, tehát a magok együtt vagy elkülönülten indíthatnak és futtathatnak operációs rendszereket, függetlenül visszaállthatják és particionálhatják a magokat és adatútvonalakat, anélkül, hogy a többi operációs rendszer és alkalmazás futását megzavarnák.
Típusok:
- P4080 – nyolc e500mc magot tartalmaz, mindegyikben 32/32 KiB elsőszintű (L1) utasítás- és adat-gyorsítótárral és 128 KiB L2 gyorsítótárral. A csipen két 1 MB L3 gyorsítótár is van, mindkettő egy 64 bites DDR2/DDR3 memóriavezérlőhöz csatlakozik A csip tartalmaz biztonsági és titkosító modult, amelyek képesek a csomagok elemzésére és osztályozására, a gyorsított titkosításra és reguláris kifejezésekkel történő mintaillesztésre. A csip konfigurálható akár nyolc gigabites és két 10 gigabites Ethernet vezérlővel, három 5 GHz-es PCIe port és két RapidIO interfésszel történő működésre. Perifériacsatlakoztatási lehetőségek széles skálájával rendelkezik, ezek között megtalálhatók az USB2 vezérlők is. Fogyasztása 30 W alatt marad 1,5 GHz órajelen. A processzort 45 nm-es SOI folyamattal gyártják, a vásárlók számára 2009 augusztusától elérhető.[8][9][10]

A QorIQ P4080-as rendszereket tervező  szoftverfejlesztők és rendszertervezők segítésére a Freescale együttműködött a Virtutech céggel egy virtuális platform létrehozásában, amelyet már a fizikailag megvalósított P4080 csipek megjelenése előtt lehet használni a csiphez írt szoftver fejlesztése, tesztelése, hibakeresése céljából. Jelenleg a szimulátor csak a P4080 csip számára készült el, a többi 2008-ban bejelentett eszközhöz nem.
A processzor a hálózati modulok teljes készletével van felszerelve, így telekommunikációs rendszerekben – pl. LTE eNodeB, EPC, WCDMA, BTS – is használható, ezért a Freescale és a 6WIND portolta a 6WIND csomagkezelő szoftverét a P4080-as processzorra.

### P5
A P5 sorozat a nagyteljesítményű 64 bites e5500 magon alapul. Ez a mag 2.5 GHz-ig skálázható és számos kisegítő alkalmazásfeldolgozási egységet tartalmaz, támogatja a többprocesszoros működést és a CoreNet kapcsolórendszert. 
A P5 sorozatú processzorok ugyanolyan tokozással készülnek és szoftveresen kompatibilisek a P3-as és P4-es családokkal. A P5 processzorok 1,3 GHz-es 64 bites DDR3 memóriavezérlőket tartalmaznak, 18 SerDes sávot a hálózatkezeléshez, a csomagkezelés, ütemezés, reguláris kifejezések, RAID, biztonság, kriptográfia és RapidIO kezelését hardveres gyorsítók végzik.
2010 júniusában jelentették be, az első mintákat 2010 végén mutatták be, a gyártásba kb. 2011-ben került.
A csúcsteljesítményű hálózatvezérlési infrastruktúra, a csúcsteljesítményű hálózati tárolókezelés területén, komplex katonai és ipari eszközök körében alkalmazzák.
Típusok:
- P5010 – egy  e5500 mag, 2,2 GHz-es órajel, 1 MiB L3 gyorsítótár, egy 1,333 GHz-es DDR3 vezérlő, 45 nm-es gyártási folyamat, 30W-os fogyasztási energiakeret.
- P5020 – két  e5500 mag, 2,2 GHz-es órajel, két 1 MiB L3 gyorsítótár, két 1,333 GHz-es DDR3 vezérlő, 45 nm-es gyártási folyamat, 30W-os fogyasztási energiakeret.
- P5021 – két  e5500 mag, 2,4 GHz-es órajel, 1,6 GHz-es DDR3/3L. Minták 2012 márciusában, gyártása 2012 negyedik negyedévében várható.
- P5040 – négy e5500 mag, 2,4 GHz-es órajel, 1,6 GHz-es DDR3/3L. Minták 2012 márciusában, gyártása 2012 negyedik negyedévében várható.

## Qonverge
2011 februárjában a Freescale bemutatta QorIQ Qonverge platformot, amely kombinált CPU és DSP SoC processzorok sorozata, és a vezetéknélküli infrastruktúrás alkalmazások területét célozza. A PSC913x családba tartozó eszközök e500 magon alapuló CPU-t és StarCore SC3850 DSP-ket alkalmaznak. A csipek forgalmazása 2011-ben kezdődik. A csipeket 45 nm-es technológiával gyártják. 2012-ben jelenik meg a P4xxx sorozat, amely e6500 és CS3900 magokon alapul, 28 nm-es részekkel.

## AMP Series
A „QorIQ Advanced Multiprocessing”, azaz AMP Series sorozatbú processzorok mind a többszálas futtatást biztosító, 64 bites e6500 magon alapulnak, integrált AltiVec SIMD feldolgozóegységekkel. A termékek egymagos verzióktól kezdve 12 vagy több magot tartalmazó egységekig készülnek, az órajelfrekvenciák 2,5 GHz-ig terjedhetnek. A gyártási folyamatokat öt osztályba osztják, a teljesítmény és egyéb tulajdonságok szerint, az osztályokat T1-től T5-ig nevezik el. A gyártást 2012-ben kezdik, és az 28 nm-es folyamattal történik.

### T4
- T4240 – Az első bejelentett termék, tizenkét e6500 kétszálas magot tartalmaz, három memóriavezérlőt és különféle egyéb gyorsítókat.[16]

## Layerscape
Az LS-1 és LS-2 családok ARM Cortex A7 és A15 magokon alapuló olcsó processzorok, amelyek a belépőszintű vezetéknélküli alkalmazást célozzák. Ezek 2013-ban lesznek kaphatók.

## Rendszertervezés

### Hálózatok, IT és telekommunikációs rendszerek
A QorIQ termékek új kihívások elé állítják a telekommunikációs rendszerek tervezőit bizonyos tervezési feladatoknál. Például 4 vagy 8 mag használata mellett, mint a P4080-as esetén, a milliós nagyságrendű másodpercenkénti csomagfeldolgozási sebesség eléréséhez a rendszert nem lehet egy szabályos szoftverrendszerként kezelni, mivel a sok mag és a párhuzamos működés más tervezési paradigmákat igényel. 
Az egyszerűséghez való visszatérés érdekében, a legmagasabb teljesítmény fenntartása mellett, a telekommunikációs rendszerek a magok elkülönítését alkalmazzák. Egyes magok a vezérlési síkon működnek, míg mások a Fast Path technikán alapuló, újratervezett adatsíkon fejtik ki tevékenységüket
A Freescale a francia 6WIND hálózati vállalattal társult, hogy egy nagy teljesítményű kereskedelmi csomagfeldolgozó megoldást tudjon nyújtani a szoftverfejlesztőknek a QorIQ platformhoz.

## Fordítás
- Ez a szócikk részben vagy egészben  a   QorIQ című angol Wikipédia-szócikk ezen változatának fordításán alapul.  Az eredeti cikk szerkesztőit annak laptörténete sorolja fel. Ez a jelzés csupán a megfogalmazás eredetét és a szerzői jogokat jelzi, nem szolgál a cikkben szereplő információk forrásmegjelöléseként.